# DAB2IP
DAB2IP‏ (DAB2 interacting protein) هوَ بروتين يُشَفر بواسطة جين DAB2IP في الإنسان.